# Disperis fanniniae
Disperis fanniniae är en orkidéart som beskrevs av William Henry Harvey. Disperis fanniniae ingår i släktet Disperis och familjen orkidéer. Inga underarter finns listade i Catalogue of Life.